# Itajubá
Itajubá est une municipalité brésilienne de l'État du Minas Gerais et la Microrégion d'Itajubá.